# Hagkaup
Hagkaup est une chaine d'hypermarché islandais appartenant à la société de détail Hagar. Il propose une large sélection de produits alimentaires et non alimentaires comprenant des vêtements, des appareils électroniques, des divertissements, des produits de saison et des jouets.

## Histoire
Fondée en 1959 par Pálmi Jónsson (1923–91) dans une ancienne grange en tant qu'entreprise de vente par correspondance, elle a connu le succès en étant un choix moins cher que la plupart des autres détaillants de Reykjavík. L'entreprise s'agrandit rapidement et ouvre son premier magasin dans la grange. En 1967, Hagkaup a ouvert le premier supermarché d'Islande dans un ancien entrepôt à Skeifan, Reykjavík, qui continue de jouir d'une grande popularité parmi ses clients à ce jour. Le siège social de Hagkaup est situé à Holtagarðar, Reykjavík.
En 1998, les enfants de Pálmi Jónsson, Sigurður Gísli, Jón, Ingibjörg et Lilja, ont vendu l'entreprise et leur participation de 50% à Bónus, le principal rival de Hagkaup dans le secteur de la distribution alimentaire, à un groupe d'investisseurs dirigé par les fondateurs de Bónus. Cette transaction est à l'origine du Groupe Baugur, une société internationale d'investissement dans le commerce de détail et l'immobilier.